# Deep Space Climate Observatory
Deep Space Climate Observatory (en castellano  Observatorio de Clima de Espacio Profundo) (DSCOVR) (anteriormente conocido como Triana o GoreSat)  es un satélite climático y de observación terrestre de NOAA lanzado por SpaceX en un vehículo lanzador Falcon 9 el 11 de febrero de 2015 desde Cabo Cañaveral.
Fue originalmente desarrollado como satélite de la NASA, propuesto en 1998 por el entonces Vicepresidente de los EE. UU. Al Gore con el propósito de observación de la Tierra. Está en una órbita de Lissajous en el punto de Lagrange L1 Sol-Tierra, a 1 500 000 km de la Tierra, para controlar condiciones de variación de viento solar, proporcionar alertas tempranas sobre eyecciones de masa coronal acercándose y observar fenómenos terrestres que incluyen cambios en ozono, aerosoles, polvo y ceniza volcánica, altura de las nubes, cobertura de la vegetación y clima.   En esta ubicación tiene una vista continua del Sol y el lado soleado de la Tierra. El satélite está orbitando el punto L1 Sol-Tierra en un periodo de seis meses, con un ángulo aeronave-Tierra-Sol que varía de 4 a 15 grados. Tomará fotos de la Tierra entera cada dos horas y será capaces de procesarlas más rápidos que otros satélites de observación de la Tierra.
DSCOVR llegó a L1 el 8 de junio de 2015, exactamente 100 días después de su lanzamiento.

## Historia

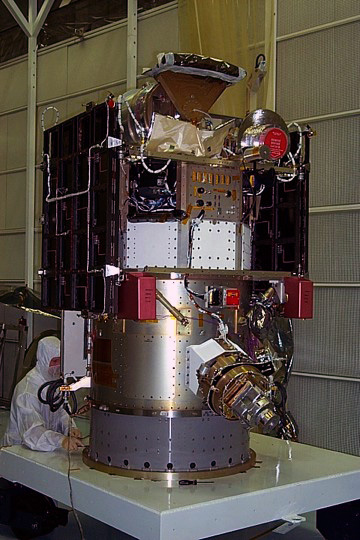
Observatorio de Clima del Espacio Profundo

Originalmente conocido como Triana, nombrado en honor de Rodrigo de Triana, el primero de la tripulación de Colón en ver tierra en América, el propósito original del satélite era proporcionar una vista casi continua de la Tierra entera y hacer las imágenes en vivo disponibles vía Internet. Gore esperó no sólo obtener adelantos científicos con estas imágenes, sino también generar concienciación sobre la Tierra misma, actualizando el efecto obtenido por la influyente fotografía La Canica Azul tomada por la misión Apolo 17. Además de una cámara de imágenes, un radiómetro tomaría las primeras medidas directas de cuánta luz solar está siendo reflejada y emitida por toda la Tierra (albedo). Este dato podría constituir un barómetro para el proceso de calentamiento global. Los objetivos científicos se expandieron para medir la cantidad de la energía solar que llega a Tierra, patrones de nube, sistemas de tiempo, monitorear la salud de la vegetación de la tierra, y controlar la cantidad de luz UV que alcanza la superficie a través de la capa de ozono.
En 1999, el inspector general de la NASA informó que "el concepto básico de la misión Triana no fue revisado por pares", y "el aporte de Triana a la ciencia puede no representar el mejor gasto de los limitados fondos científicos de la NASA."
La administración de Bush puso en suspenso el proyecto poco después la asunción de George W. Bush. Los miembros del Congreso de EE. UU. le preguntaron a la Academia Nacional de Ciencias si el proyecto valía la pena. El informe resultante, entregado en marzo del 2000, declaró que la misión era "sólida y científicamente imprescindible."
Triana fue retirado de su oportunidad original de lanzamiento en STS-107 (la desgraciada misión del Columbia en 2003). El satélite de $100 millones de dólares quedó en almacenamiento durante toda la administración de Bush. En noviembre de 2008 el satélite fue sacado del almacenamiento y empezó una recertification para un posible lanzamiento a bordo un Delta II o un Falcon 9. Al Gore utilizó parte de su libro Nuestra Elección (2009) como un intento de revivir el debate sobre los beneficios del DSCOVR. El libro menciona los esfuerzos legislativos de los senadores Barbara Mikulski y Bill Nelson para conseguir el lanzamiento del satélite. La NASA rebautizó el satélite Observatorio de Clima del Espacio Profundo (DSCOVR), en un intento de recuperar los fondos para el proyecto. En febrero del 2011, la administración Obama intentó asegurar el financiamiento reproponiendo el DSCOVR como observatorio solar para reemplazar el envejecido Advanced Composition Explorer (ACE)
En septiembre del 2013 la NASA dio vía libre al DSCOVR para proceder a la fase de implementación apuntando a un lanzamiento a comienzos del 2015, lo cual había sido anunciado en diciembre de 2012 como un lanzamiento en un cohete SpaceX Falcon 9. El Centro de Vuelo Espacial Goddard de la NASA está proporcionando el control y la ingeniería de sistemas a la misión.

## Astronave

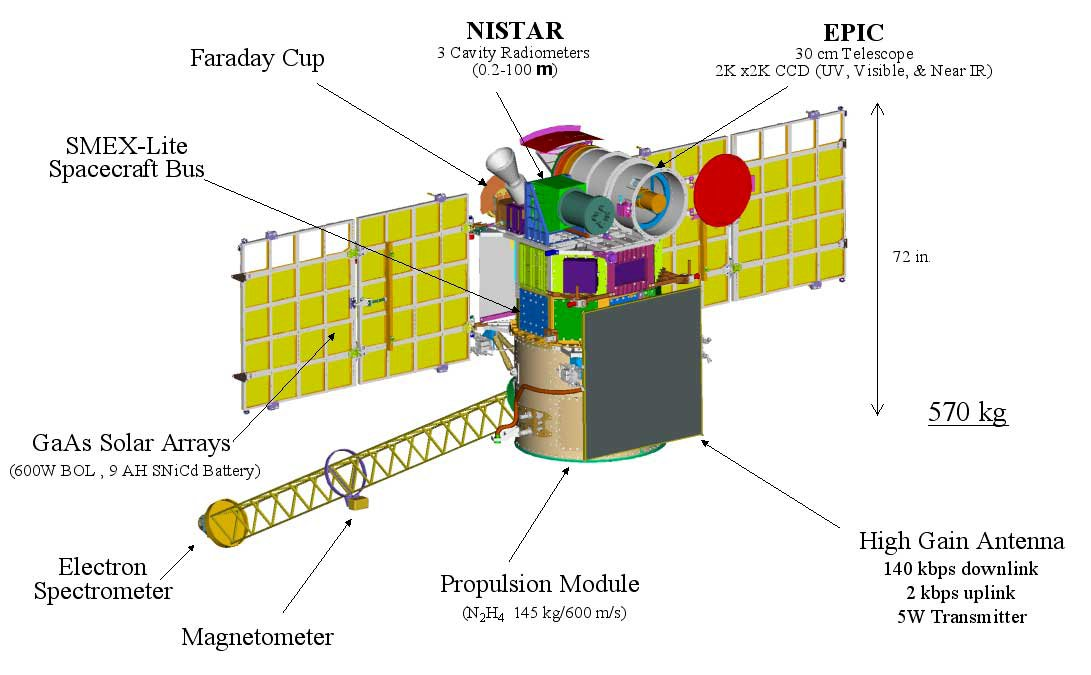
Esquema del DSCOVR

El DSCOVR está basado en el modelo de satélite SMEX-Lite, y tiene una masa de lanzamiento de aproximadamente 570 kg. Los principales instrumentos científicos son el Magnetómetro de Plasma que observa Sol (PlasMag), el Radiómetro Adelantado NIST (NISTAR) que observa Tierra y la Cámara de Imágenes Policromaticas Terrestres (EPIC). DSCOVR tiene dos paneles solares desplegables, un módulo de propulsión, un boom y una antena.

### Instrumentos

#### PlasMag
El Magnetómetro de Plasma (PlasMag) mide el viento solar para predicciones de clima espacial. Tiene tres instrumentos:
- El magnetómetro mide el campo magnético.
- La copa de Faraday mide partículas cargadas positivamente.
- El analizador electrostático mide electrones.

#### EPIC

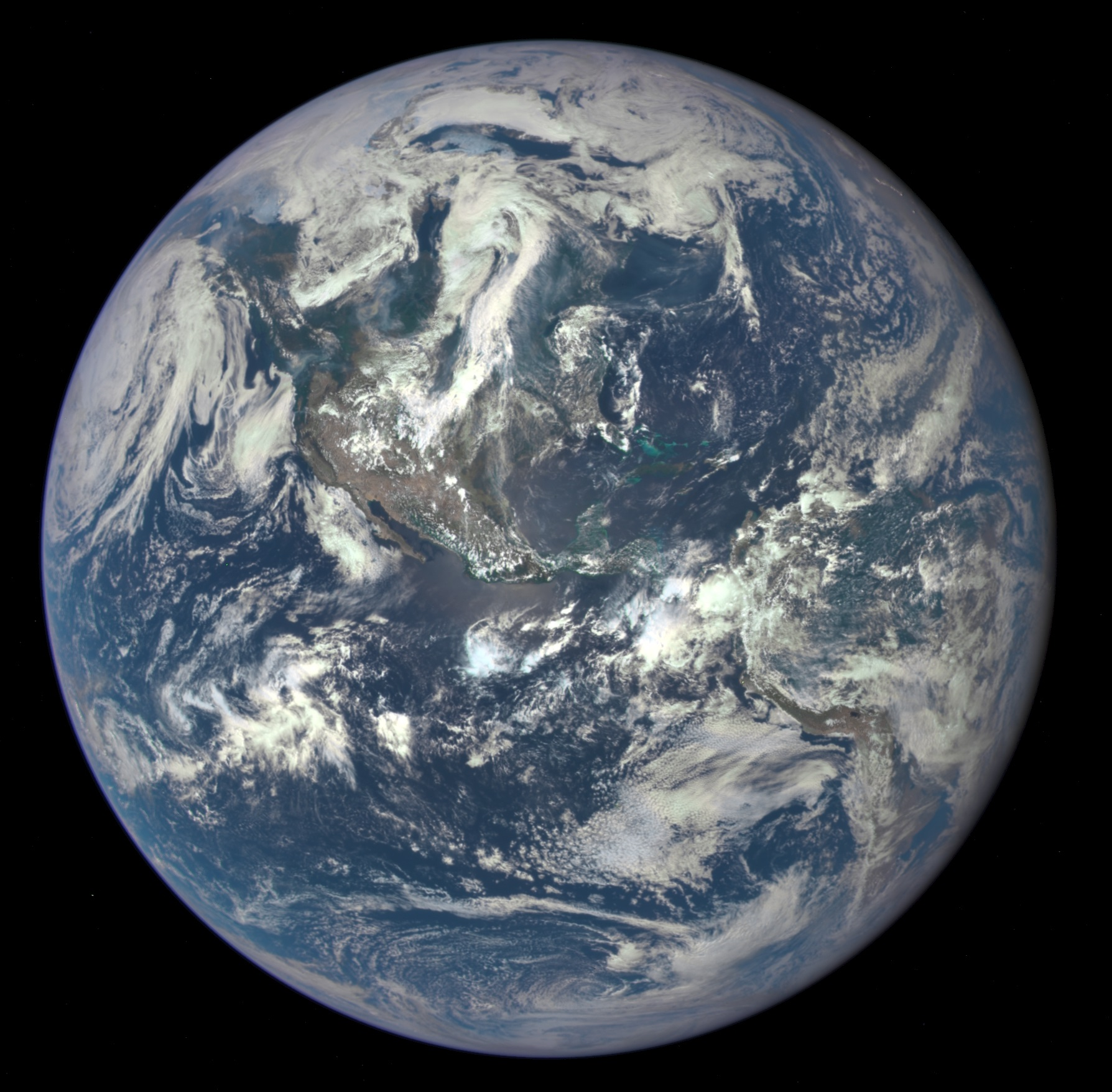
Primera imagen del EPIC del DSCOVR l de la Tierra plenamente iluminada a 1 500 000 km, mostrando América.

La Cámara de Imágenes Policromaticas Terrestres (EPIC) toma imágenes del lado iluminado de Tierra para varios propósitos de las ciencias de la Tierra, en 10 canales diferentes desde el ultravioleta hasta cerca del infrarrojo. Los niveles de Ozono y aerosoles serán controlados, así como la dinámica de las nubes, propiedades de la tierra y vegetaciones.
EPIC tiene un diámetro de abertura de 30,5 cm, f 9,38, un campo de visión de 0,61° y una resolución angular de 1,07 arcseg. El diámetro aparente de la Tierra variará de un ancho total de 0,45° a 0,53°. El tiempo de exposición para cada uno de los 10 canales de banda estrecha (317, 325, 340, 388, 443, 552, 680, 688, 764 y 779 nm) es de aproximadamente 40 ms, y la cámara producirá imágenes de 2048×2048 píxeles, pero para aumentar la cantidad de imágenes descargables a 10 por hora la resolución será reducida a 1024×1024 a bordo. La resolución final será de 25 km/píxel (16 mi/píxel).

#### NISTAR
El Radiómetro Avanzado del Instituto nacional de Estándares y Tecnología (NISTAR) mide la irradiancia de la cara iluminada de la Tierra. Estos datos serán usados para estudiar cambios en el balance de radiación de la tierra causado por actividades naturales y humanas. El radiómetro mide en cuatro canales:
- Para la radiación total en ultravioleta, visible e infrarrojo en el rango de 0,2-100 µm.
- Para la radiación solar reflejada en ultravioleta, visible y cercano infrarrojo en el rango de 0,2-4 µm.
- Para radiación solar infrarroja reflejada en el rango de 0,7-4 µm.
- Para propósitos de calibración en el rango de 0,3-1 µm.

## Lanzamiento
El proveedor de lanzamientos SpaceX lanzó exitosamente al DSCOVR el 11 de febrero de 2015, después de dos intentos fallidos.

## Operación

DSCOVR fotografió un tránsito de la Luna por delante de la Tierra el 16 de julio de 2015.

El 6 de julio de 2015, DSCOVR envió su primera imagen del lado iluminado de la Tierra desde aproximadamente 1,5 millones de kilómetros, tomado por el instrumento EPIC. El EPIC proporcionará una serie diaria de imágenes de Tierra que habilitaran el primer estudio temporal de variaciones diarias sobre el globo entero. Las imágenes, disponibles 12 a 36 horas después de que están hechas, serán publicadas en una página web dedicada en septiembre del 2015.
DSCOVR fue puesto en operación en el punto lagrangiano L1 para controlar al Sol, porque la corriente constante de partículas del sol (el viento solar) llega a L1 aproximadamente 60 minutos antes de alcanzar la Tierra. DSCOVR será normalmente capaz de proporcionar aviso de 15 a 60 minutos antes de que una oleada de partículas y campo magnético, provenientes de una eyección de masa coronal (CME) llegue a la Tierra, y cree una tormenta geomagnética. Los datos del DSCOVR también serán usados para mejorar las predicciones de las ubicaciones donde impactara una tormenta geomagnética para ser capaz de tomar acciones preventivas. Las tecnologías electrónicas están en riesgo de disrupciones no planeadas sin los avisos del DSCOVR.
El 16 de julio de 2015, DSCOVR tomó una serie de imágenes que muestran la Luna en un tránsito de la Tierra. Las imágenes fueron tomadas entre las 15:50 y 20:45 EDT (1950 UTC—0045 UTC del 17 de julio). La animación fue compuesta a partir de las imágenes monocromas tomadas en filtros de color diferentes a intervalos de 30 segundos, resultando en un leve corrimiento al verde de la Luna en cada imagen terminada. Las imágenes fueron tomadas el día después una luna nueva, permitiendo al DSCOVR ver la mayor parte de la cara oculta de la Luna. Debido a su posición en L1 Sol-Tierra, DSCOVR siempre verá a la Luna iluminada, y siempre verá su cara oculta cuándo pasa delante de Tierra.

### Otras Lecturas
- National Research Council (marzo de 2000). Review of Scientific Aspects of the NASA Triana Mission: Letter Report. Washington, D.C.: National Academies Press.
- Park, Robert L. (15 de enero de 2006). Park, Robert L. (15 de enero de 2006). «Scorched Earth». The New York Times. Opinion Editorial.
  - Rebuttal: Pielke, Jr., Roger Un. (15 de enero de 2006). Pielke, Jr., Roger A. (15 de enero de 2006). «Re-Politicizing Triana». Center for Science and Technology Policy Research. Archivado desde el original el 14 de junio de 2013. Consultado el 15 de marzo de 2015.
- Harris, Melissa (15 de julio de 2001). Harris, Melissa (15 de julio de 2001). «Politics Puts $100 Million Satellite On Ice». Orlando Sentinel. Archivado desde el original el 2 de abril de 2015. Consultado el 7 de agosto de 2015.
- Donahue, Bill (6 de abril de 2011). Donahue, Bill (6 de abril de 2011). «Who Killed The Deep Space Climate Observatory?». Popular Science.

- Datos: Q1182418
- Multimedia: DSCOVR / Q1182418